# Нижнетерянск
Нижнетерянск — посёлок, административный центр Нижнетерянского сельсовета Богучанского района Красноярского края.
Выделен в 1989 году из Манзенского сельсовета.

## География
Расположен на правом берегу Ангары в 75 км к западу от села Богучаны и в 340 км к северо-востоку от Красноярска. На противоположном берегу в 6 км выше по Ангаре расположен посёлок Манзя.

## История
Посёлок начал строиться в 1980-х годах. Планировалось построить хлебопекарню, торговый центр, школу с бассейном, но все стройки прекратились.

## Население
| 2010 | 2012 | 2013 | 2014 | 2015 | 2016 | 2017 |
| ---- | ---- | ---- | ---- | ---- | ---- | ---- |
| 547  | ↘540 | ↘531 | ↘518 | ↘508 | ↘504 | ↘480 |

## Экономика
Посёлок очень развит в плане лесотехнической части. Заготавливают лес и сплавляют в Лесосибирск.